# Seymour Halpern

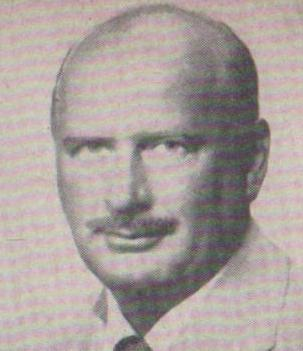
Seymour Halpern, vor 1960

Seymour Halpern (* 19. November 1913 in New York City; † 10. Januar 1997) war ein US-amerikanischer Politiker. Zwischen 1959 und 1973 vertrat er den Bundesstaat New York im US-Repräsentantenhaus.

## Werdegang
Seymour Halpern wurde ungefähr neun Monate vor dem Ausbruch des Ersten Weltkrieges in New York City geboren und wuchs dort auf. Er besuchte die Richmond Hill High School. Dann fing er 1931 als Zeitungsreporter zu arbeiten, eine Tätigkeit, die er bis 1933 in New York City und Chicago nachging. Zwischen 1932 und 1934 war er auf dem Seth Low College der Columbia University. Dann verfolgte er Versicherungsgeschäfte.
Er war 1937 im Stab von Bürgermeister Fiorello LaGuardia als dessen Assistent tätig sowie zwischen 1938 und 1940 als Assistent des Präsidenten des New York City Councils. Zwischen 1941 und 1954 saß er im Senat von New York. Er war zwischen 1952 und 1954 Mitglied in der Temporary State Commission to Revise the Civil Service Laws. Dann war er zwischen 1956 und 1958 Mitglied im Mayor’s Committee on Courts. Er war zwischen 1948 und 1959 zuerst Vizepräsident und dann Vorsitzender von The Insurist Corporation of America.
Politisch gehörte er der Republikanischen Partei an. Im Jahr 1954 kandidierte er erfolglos für einen Sitz im 84. Kongress. Bei den Kongresswahlen des Jahres 1958 wurde er im vierten Wahlbezirk von New York in das US-Repräsentantenhaus in Washington, D.C. gewählt, wo er am 4. Januar 1959 die Nachfolge von Henry J. Latham antrat. Er wurde einmal wiedergewählt. Danach kandidierte er im sechsten Wahlbezirk von New York für das US-Repräsentantenhaus. Nach einer erfolgreichen Wahl trat am 4. Januar 1963 die Nachfolge von Benjamin Stanley Rosenthal an. Er wurde vier Mal in Folge wiedergewählt. Da er auf eine erneute Kandidatur im Jahr 1972 verzichtete, schied er nach dem 3. Januar 1973 aus dem Kongress aus.
Er verstarb am 10. Januar 1997 und wurde dann auf dem Mount Lebanon Cemetery in Glendale (Queens) beigesetzt.